# 腸粘膜

腸壁の一般的構造　Gland (e.g. salivary, liver) 分泌腺（例：唾液腺、肝臓）、Muscularis mucosa 粘膜筋板、Submucosa 粘膜下層、Circular muscle 環状筋または輪状筋、Longitudinal muscle 縦走筋、Serosa 漿膜、Lumen 内腔、Peritoneum 腹膜、Mesentery 腸間膜、Brunner's Glands ブルンナー腺、Crypt of Lieberkuhn gland リーベルキューン腺小窩、Tubular gland 管状腺、Villi 絨毛、Mucosa 粘膜

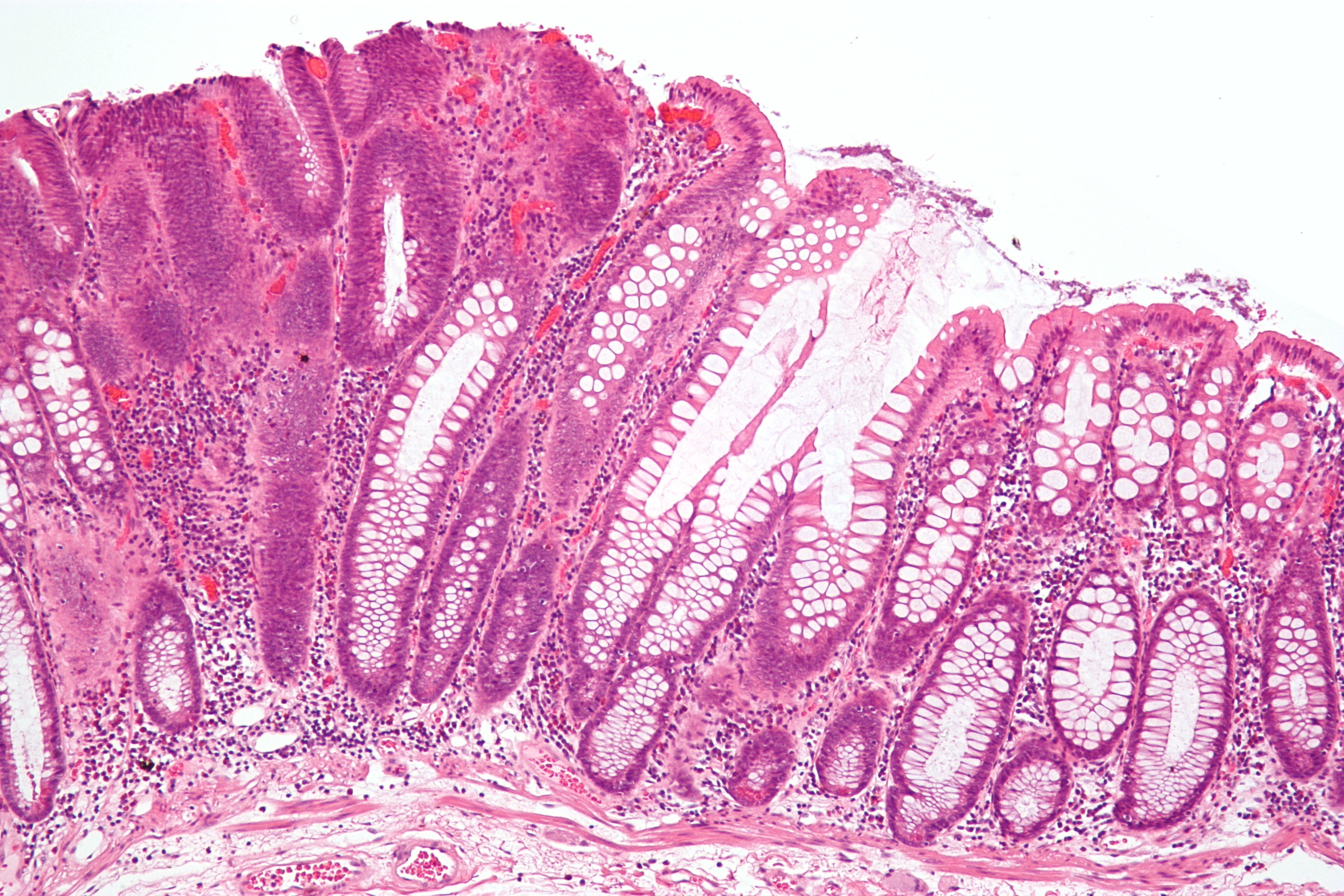
結腸ポリープの一種であり結腸癌の前癌症状である管状腺腫（写真左）の顕微鏡写真。通常の結腸粘膜は右側に見られる。H&E染色

腸粘膜（ちょうねんまく、英: Intestinal mucosa）は、腸壁の一部を形成する粘膜。腸壁は腸の内側の組織で、4つの同軸状の層に分けられる。
- 粘膜
- 粘膜下層
- 筋層
- 外膜または漿膜

## 粘膜
粘膜は、内腔もしくは管内の空間を囲っている消化管の最内層を形成している。この層は食べ物と直接接し、消化において重要な吸収と分泌を担っている。粘膜は次のように分けられる。
- 上皮
- 粘膜固有層
- 粘膜筋板

粘膜は消化管の各器官において消化に特に特化している。例えば胃のように低いpHに接したり、小腸においては数多くの異なる物質を吸収したり、大腸では比較的大量の水を吸収したりしている。これらの器官の粘膜の構造は、胃小窩のような分泌腺が陥入していたり、表面積を増大させるためにひだ構造の腸絨毛になっていたり、様々な必要性に対応している。

## 粘膜下層
粘膜下層は、大血管やリンパ管や粘膜や筋層に枝分かれした神経を有した不規則な緻密層の結合組織で形成されている。粘膜下層は、粘膜筋板の内側に位置するマイスナー叢、腸筋神経叢も含んでいる。

## 筋層
筋層は、内側の環状筋と縦走筋で形成されている。環状筋は食べ物が後戻りさせない機能があり、縦走筋は消化管を縮める機能がある。これらの層は良く連携した縮小運動である蠕動を行い、消化管内で混沌となった食べ物の塊を前進させる役割を持つ。
2つの筋層の間には筋層間神経叢（アウエルバッハ叢）がある。

## 外膜
外膜は、上皮の幾つかの層で形成されている。外膜が腹間膜や腹膜に接している場所では、外膜は奨膜とともに薄い結合組織層である中皮で覆われている。